# Василівська сільська рада (Семенівський район)
Василівська сільська рада — колишній орган місцевого самоврядування у Семенівському районі Полтавської області з центром у c. Василівка.
Населення — 1560 осіб.

## Населені пункти
Сільраді були підпорядковані населені пункти:
- c. Василівка
- с. Білогуби
- с. Брусове
- с. Чаплинці